# Tavriiske, Bilozerka
Tavriiske (în ucraineană Таврійське) este un sat în comuna Pravdîne din raionul Bilozerka, regiunea Herson, Ucraina.

## Demografie
Componența lingvistică a localității Tavriiske
     Ucraineană (92,05%)
     Rusă (4,95%)
     Română (1,41%)
Conform recensământului din 2001, majoritatea populației localității Tavriiske era vorbitoare de ucraineană (92,05%), existând în minoritate și vorbitori de rusă (4,95%), armeană (1,41%) și română (1,41%).